# Dewiza Unii Europejskiej
Dewiza Unii Europejskiej – tj. motto Unii Europejskiej brzmiące w wersji łacińskiej In varietate concordia a ogłoszone na sesji Parlamentu Europejskiego 4 maja 2000 roku. Oficjalne tłumaczenie dewizy w języku polskim brzmi: Zjednoczona w różnorodności.
Hasło powstało w wyniku konkursu ogłoszonego przez francuską gazetę Quest france, stowarzyszenie „Memorial pour la paix” („Pomnik pokoju”) z Caen i przedsiębiorstwo France Telecom przy współpracy Parlamentu Europejskiego. Na konkurs wpłynęło ponad 40 propozycji zgłoszonych przez czasopisma z 15 krajów i ponad 80 tysięcy odpowiedzi uczniów.

## Dewiza w różnych językach

### Języki urzędowe Unii Europejskiej
Źródło.
- angielski – United in diversity
- bułgarski – Единство в многообразието
- chorwacki – Ujedinjeni u različitosti
- czeski – Jednotná v rozmanitosti
- duński – Forenet i mangfoldighed
- estoński – Ühinenud mitmekesisuses
- fiński – Moninaisuudessaan yhtenäinen
- francuski – Unie dans la diversité
- grecki – Ενωμένοι στην πολυμορφία
- hiszpański – Unida en la diversidad
- irlandzki – Aontaithe san éagsúlacht
- litewski – Suvienijusi įvairovę
- łotewski – Vienota dažādībā
- maltański – Magħquda fid-diversità
- niderlandzki – In verscheidenheid verenigd
- niemiecki – In Vielfalt geeint
- polski – Zjednoczona w różnorodności
- portugalski – Unida na diversidade
- rumuński – Uniţi în diversitate
- słowacki – Zjednotení v rozmanitosti
- słoweński – Združena v raznolikosti
- szwedzki – Förenade i mångfalden
- węgierski – Egység a sokféleségben
- włoski – Unita nella diversità

### Inne języki i etnolekty, których używają obywatele UE
- albański - Të bashkuar në diversitet
- asturyjski – Xuníos na diversidá
- baskijski – Aniztasunean bat eginik
- esperanto – Unuiĝinta en diverseco
- etnolekt śląski - Skuplowańi we roztůmajtośći[potrzebny przypis]
- fryzyjski – ienheid yn ferskeidenheid[potrzebny przypis]
- galicyjski – Unidos na diversidade[potrzebny przypis]
- górnołużycki – Jednota we wšelakorosći[potrzebny przypis]
- kaszubski – Sparłãczeni w różnorodnoscë[potrzebny przypis]
- kataloński – Units en la diversitat
- limburski – Einheid in väölderheid[potrzebny przypis]
- luksemburski – Eenheet an der Verschiddenheet[potrzebny przypis]
- macedoński – Обединети во различноста
- oksytański – Unit en la diversitat
- rosyjski – Единство в многообразии
- szkocki – Ae mynd, monie kynd[potrzebny przypis]
- walijski – Yng glym mewn gwahaniaeth[potrzebny przypis]